# Sha'ar HaNegev
Le conseil régional de Sha'ar HaNegev, en hébreu : מועצה אזורית שער הנגב, est situé au nord-ouest du Néguev, dans le district sud en Israël. Sa population s'élève, en 2016, à 7 470 habitants.

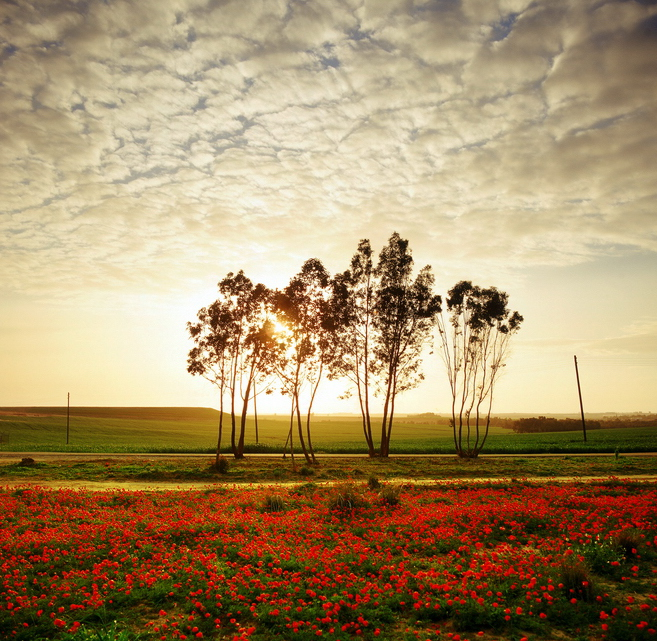
Vue sur l'autoroute 25 en 1998

## Liste des communautés
Kibboutzim
- Yesha (en)

- Bror Hayil (en)
- Dorot
- Erez (en)
- Gevim (en)
- Kfar Aza
- Mefalsim (en)
- Nahal Oz
- Nir Am
- Or HaNer
- Rouhama

Moshav
- Yakhini (en)

Institution éducative
- Ibim (en)

## Source de la traduction
- (en) Cet article est partiellement ou en totalité issu de l’article de Wikipédia en anglais intitulé « Sha'ar HaNegev Regional Council » (voir la liste des auteurs).